# HN-5
HN-5 или Хунъин-5 (кит. упр. 红缨五号, пиньинь Hóngyīng wǔ hào, палл. Хунъин у хао, буквально: «Красная кисть-5») — китайский переносной зенитно-ракетный комплекс первого поколения, первый вариант которого создавался на базе советского ПЗРК 9К32 «Стрела-2». Предназначен для поражения самолётов и вертолётов на малых высотах.
Обозначение HN использовано с целью избежания путаницы с обозначениями противокорабельных ракет серии HY (аббр. от Hǎi Yīng — Морской орёл). Также, наименование ПЗРК переводят как «красный попугай», из-за созвучия иероглифов 缨五 с кит. упр. 鹦鹉, пиньинь Yīng wǔ, буквально: «попугай».

## Конструкция
Пусковая установка многоразового пользования.
Ракета одноступенчатая твердотопливная, включает в себя тепловую головку самонаведения, рулевой отсек с аппаратурой управления полётом, боевую часть осколочно фугасного действия, вышибной заряд для выброса ракеты из пусковой трубы и придания начального ускорения. ТГС позволяет вести обстрел самолётов только на догонных курсах.

## Характеристики
- Дальность поражаемых целей:
  - HN-5 — 0,5-4,2 км
  - HN-5A — 0,8-4,4 км
- Высота поражаемых целей:
  - HN-5 — 0,05-2,3 км
  - HN-5A — 0,05-2,5 км
- Максимальная скорость ракеты: 500 м/с
- Масса ПУ с ракетой: 15 кг
- Масса ракеты: 9,8 кг
- Масса БЧ:
  - HN-5 — 0,5 кг
  - HN-5A — 0,6 кг
- Длина ПУ с ракетой: 1508 мм
- Длина ракеты:
  - HN-5 — 1423 мм
  - HN-5A — 1463 мм
- Диаметр: 72 мм
- Система наведения: тепловая ГСН
- Время реакции: 5 секунд